# John Campbell (2. książę Argyll)
John Campbell (ur. 10 października 1678 w Petersham w hrabstwie Surrey, zm. 4 października 1743 w Sudbrooke Park w Petersham w hrabstwie Surrey) – szkocki arystokrata, polityk i dyplomata.

## Życiorys
Był synem Archibalda Campbella, 1. księcia Argyll, i Elizabeth Tollemache, córki sir Lionela Tollemache, 3. baroneta. Po śmierci ojca w 1703 r. odziedziczył tytuł księcia Argyll oraz głowy Klanu Campbell. W 1705 r. za poparcie dla aktu unii otrzymał tytuły hrabiego Greenwich i barona Chatham w parostwie Anglii, dzięki czemu mógł zasiąść w angielskiej Izbie Lordów.
Argyll walczył podczas wojny o sukcesję hiszpańską w armii księcia Marlborough. Brał m.in. udział w bitwach pod Oudenaarde i Malplaquet. W 1710 r. został kawalerem Orderu Podwiązki, a w 1711 r. głównodowodzącym wojsk brytyjskich w Hiszpanii. W latach 1712–1716 był gubernatorem Minorki.
Po 1713 r. Argyll związał się z wigowską opozycją i na forum Izby Lordów często krytykował torysowskie ministerium Oxforda i Bolingbroke'a. Podczas powstania jakobickiego w 1715 r. Argyll dowodził siłami rządowymi tłumiącymi powstanie. W 1719 r. otrzymał tytuł księcia Greenwich.
W 1718 r. został członkiem gabinetu jako lord steward. W 1725 r. został generałem artylerii. Sprawował to stanowisko do 1740 r. i ponownie w 1742 r. W 1736 r. został awansowany do stopnia marszałka polnego. W 1739 r. był jednym ze współzałożycieli Foundling Hospital. Zmarł w 1742 r. i został pochowany w Opactwie Westminsterskim. Tytuły księcia Greenwich, hrabiego Greenwich i barona Chatham wygasły wraz z jego śmiercią. Tytuł księcia Argyll odziedziczył jego młodszy brat, Archibald.

## Rodzina
30 grudnia 1701 r. poślubił Mary Brown (ok. 1682 – 16 stycznia 1716), córkę Johna Browna i Ursuli Duncombe, córki Anthony’ego Duncombe’a. Małżonkowie nie mieli razem dzieci.
6 czerwca 1717 r. poślubił Jane Warburton (ok. 1683 – 16 kwietnia 1767), córkę Thomasa Warburtona i Anne Williams, córki sir Roberta Williamsa, 2. baroneta. John i Jane mieli razem cztery córki:
- Elizabeth Campbell (zm. 16 lipca 1799), żona Jamesa Stuarta-Mackenziego, nie miała dzieci
- Caroline Campbell (17 listopada 1717 – 11 stycznia 1794), 1. baronowa Greenwich
- Anne Campbell (ok. 1720 – 7 lutego 1785), żona Williama Wentwortha, 2. hrabiego Strafford, nie miała dzieci
- Mary Campbell (6 lutego 1727 – 30 września 1811), żona Edwarda Coke’a, wicehrabiego Coke, nie miała dzieci

## Argyll w kulturze
- Książę Argyll jest jednym z bohaterów powieści sir Waltera Scotta Więzienie w Edynburg (The Heart of Midlothian) z 1817 r.
- Postać księcia Argyll pojawia się w filmie Rob Roy z 1995 r. w reżyserii Michaela Catona-Jonesa. Księcia zagrał szkocki aktor Andrew Keir.